# CK5
『CK5』は、Crystal Kayの1枚目のベスト・アルバム。2004年6月30日にエピックレコードジャパンよりCCCDでリリースされた。
2005年7月27日にCD盤がリリース。

## 概要
デビュー5周年を記念した初のベストアルバム。デビューシングル「Eternal Memories」の発売5周年記念日の1日前にリリースされた。
収録曲は2004年4月にCrystal Kayのオフィシャルサイトで行われたファン投票によって決定。結果、上位10曲および、リストに含まれていなかった「Motherland」「Over the Rainbow」「Lead Me to the End」3曲が収録。

### 仕様
「通常盤」「初回生産限定盤」の2形態で発売。初回生産限定盤は2003年パシフィコ横浜にて行われたクリスマス・ライブの映像を収録したDVD付き。

## チャート成績
オリコン週間アルバムランキングでは週間2位にランクインした。2022年12月現在3番目に売れたアルバム。

## 収録曲
1. Motherland
作詞：H.U.B.／作曲：YANAGIMAN／編曲：松原憲
14thシングル
2. Eternal Memories
作詞：Crystal Kay、一倉宏／作曲・編曲：菅野よう子
1stシングル
3. Ex-Boyfriend
作詞：VERBAL／作曲：michico、T.Kura／編曲：T.Kura
6thシングル
4. 月のない夜 道のない場所
作詞：西尾佐栄子／作曲・編曲：浅田祐介
2ndアルバム『637 -always and forever-』収録曲
5. LOST CHILD [ORIGINAL VERSION]
作詞：西尾佐栄子／作曲：藤原ヒロシ、大沢伸一／編曲：大沢伸一
2ndアルバム『637 -always and forever-』収録曲
6. think of U
作詞：西尾佐栄子／作曲：michico
7thシングル
7. hard to say
作詞：H.U.B.、☆Taku Takahashi、SPHERE of INFLUENCE／作曲・編曲：☆Taku Takahashi
8thシングル
8. I LIKE IT
作詞・作曲：Crystal Kay、m-flo
11thシングル
9. OVER THE RAINBOW
作詞・作曲：エドガー・イップ・ハーバーグ／編曲：河野伸
4thアルバム『4 REAL』収録曲
10. lead me to the end
作詞：川村真澄
4thアルバム『4 REAL』収録曲
11. Can't be Stopped/原題:TIL THE SUN COMES UP
作曲：Marcus Dernulf／編曲：OCTOPUSSY
13thシングル
12. 片想い
作詞：COYASS、Arkitec、51-GOICHI-、西尾佐栄子／作曲・編曲：☆Taku Takahashi
4thアルバム『4 REAL』収録曲
13. Boyfriend -part II-/原題:What Makes Me Fall In Love
作曲：Reed Vertelney／編曲：☆Taku Takahashi
10thシングル

DVD
- "Eternal Memories〜Curious (live)"